# جون إي. بيتس جونيور
جون إي. بيتس جونيور (بالإنجليزية: John E. Pitts, Jr.)‏ هو ضابط أمريكي، ولد في 7 نوفمبر 1924 في أوبورن في الولايات المتحدة، وتوفي في 9 أغسطس 1977 في غرينفيل في الولايات المتحدة.